# اسوتوزار وویوویچ
اسوتوزار وویوویچ (انگلیسی: Svetozar Vujović؛ ۳ مارس ۱۹۴۰ – ۱۶ ژانویهٔ ۱۹۹۳) بازیکن فوتبال اهل یوگسلاوی بود.
از باشگاه‌هایی که در آن بازی کرده‌است می‌توان به باشگاه فوتبال سارایوو اشاره کرد.
وی همچنین در تیم ملی فوتبال یوگسلاوی بازی کرده‌است.